# A.T.O.M. – Alpha Teens On Machines

## Rövid ismertető
Az A.T.O.M. (Alpha Teens on Machines) francia rajzfilmsorozat, amelyet Ariene Desrieux és Paul-Patrick Duval készítettek a Jetix számára 2005-ben. A műsor a címadó csapatról szól. Az A.T.O.M. csapatot öt fiatal alkotja: Shark, Hawk, Axel, King és Lioness. Érdekesség, hogy a csoport legtöbb tagja állatokról van elnevezve (shark=cápa, hawk = sólyom, lioness = oroszlánnő). Maga a műsor úgy indul, hogy Janus Lee tart egy versenyt, hogy fel tudjon fogadni magának egy tinédzserekből álló szupercsapatot. Sikerült is neki. Az A.T.O.M. csoport ősellenségét Alexander Paine-nek hívják, őt kellett legyőzniük a sorozat nagy részéig. Később viszont kiderült, hogy Lee a szupercsoport DNS-ét állat-génekkel irányított klónhadsereg megalkotására szeretné felhasználni, így az A.T.O.M. új ellensége saját teremtőjük lett, most őt kell legyőzniük. A sorozat 2 évadot élt meg 52 epizóddal. 24 perces egy epizód. 2005. augusztus 27-től 2006. november 18-ig ment Amerikában. Magyar bemutató ismeretlen. Itthon is természetesen a Jetix sugározta a műsort. Játékfigurák és egy számítógépes játék is készült.

## Epizódok
| #   | Eredeti cím                       | Magyar cím                  |
| --- | --------------------------------- | --------------------------- |
| 1.  | A Paine by Any Other Name: Part 1 | Paine csínytevései: 1. rész |
| 2.  | A Paine by Any Other Name, Part 2 | Paine csínytevései: 2. rész |
| 3.  | Touch of Paine                    | Paine fájó érintése         |
| 4.  | Of the Flesh                      | Húsba vágó élmény           |
| 5.  | Trapped                           | Csapdában                   |
| 6.  | The Experiment                    | A kísérlet                  |
| 7.  | In Too Deep                       | Mély kétségben              |
| 8.  | Enter the Dragon                  | A Dragon színre lép         |
| 9.  | The Final Frontier                | Túl minden határon          |
| 10. | Natural Magnetism                 |                             |
| 11. | Double Image                      | Kettős látás                |
| 12. | I, Paine                          | Paine                       |
| 13. | Stormy Weather                    | Viharos fellegek            |
| 14. | Royal Rumble                      |                             |
| 15. | House of Paine                    | Paine a porondon            |
| 16. | Spydah, Spiders Everywhere        |                             |
| 17. | Dem Bonez                         | Dem Bonez                   |
| 18. | Omega Team                        | Omega csapat                |
| 19. | Daddy's Little Girl               | Apuci kislánya              |
| 20. | Breakout                          | Kitörés                     |
| 21. | Black Out                         |                             |
| 22. | The Big Sleep                     |                             |
| 23. | The Sword of Jo-Lan               | A Jo-Lan kardja             |
| 24. | Underworld                        |                             |
| 25. | Remote Control                    | Távirányítás                |
| 26. | Showdown                          | Nyílt kártyákkal            |